# Uroš Zorman
Uroš Zorman (9 de enero de 1980, Kranj, Eslovenia) es un exjugador de balonmano esloveno que jugó de central. Su último equipo fue el KS Vive Tauron Kielce.
También fue un componente de la selección de balonmano de Eslovenia. Con la selección ganó la medalla de plata en el Campeonato Europeo de Balonmano Masculino de 2004.

## Historial
- Slovan Ljubljana (2000)
- RD Prule 67 (2000-2003)
- Ademar León (2003-2004)
- Celje Pivovarna Lasko (2004-2006)
- BM Ciudad Real (2006-2009)
- Celje Pivovarna Lasko (2009-2010)
- KS Vive Targi Kielce (2010-2018)

## Selección nacional
- Partidos: 113
- Goles: 284

## Palmarés
- Liga ASOBAL: 2006-2007, 2007-2008 y 2008-2009
- Copa del Rey: 2007-08
- Supercopa de España: 2007-2008
- Copa ASOBAL: 2006-2007 y 2007-2008
- Copa de Europa:2007-2008 y 2008-2009
- Supercopa de Europa:2006-2007 y 2008-2009
- Liga de balonmano de Eslovenia: 2009-2010
- Copa de Eslovenia de balonmano: 2009-2010
- Liga polaca de balonmano: 2012, 2013, 2014, 2015, 2016, 2017, 2018
- Copa de Polonia de balonmano: 2011, 2012, 2013, 2014, 2015, 2016, 2017, 2018
- Liga de Campeones de la EHF: 2016